# Чаквала
Чаквала (лат. Sauromalus obesus) је род гуштера који примењује необичан начин одбране: увуче се у пукотине стена и надује опуштене наборе коже на врату, грлу и боковима, птице грабљивице и сисари тешко могу да га извуку тако заглављеног. Постаје активан само токо веома топлог времена, а у хладним условима остаје у пукотинама. Када отопли, излази да би се сунчао и хранио лишћем и цветовима кактуса. Женке чаквале, углавном сваке друге године, полажу од 5 до 16 јаја. Овај гуштер има дебео реп при корену. Распрострањен је у југозападном делу Сједињених Америчких Држава и северозападном делу Мексика. Чаквала је честа врста и није угрожен.